# (1942) Jablunka
(1942) Jablunka es un asteroide perteneciente al cinturón de asteroides descubierto por Luboš Kohoutek desde el observatorio de Hamburgo-Bergedorf, Alemania, el 30 de septiembre de 1972.

## Designación y nombre
Jablunka recibió inicialmente la designación de 1972 SA.
Más tarde se nombró por Jablunka, una ciudad de la República Checa.

## Características orbitales
Jablunka está situado a una distancia media del Sol de 2,318 ua, pudiendo acercarse hasta 1,891 ua. Su excentricidad es 0,1845 y la inclinación orbital 24,36°. Emplea en completar una órbita alrededor del Sol 1289 días.